# فرنسيس دبليو. ويلسون
فرنسيس دبليو. ويلسون (بالإنجليزية: Francis W. Wilson)‏ هو مهندس معماري أمريكي، ولد في 1870، وتوفي في 1947.

## معرض صور

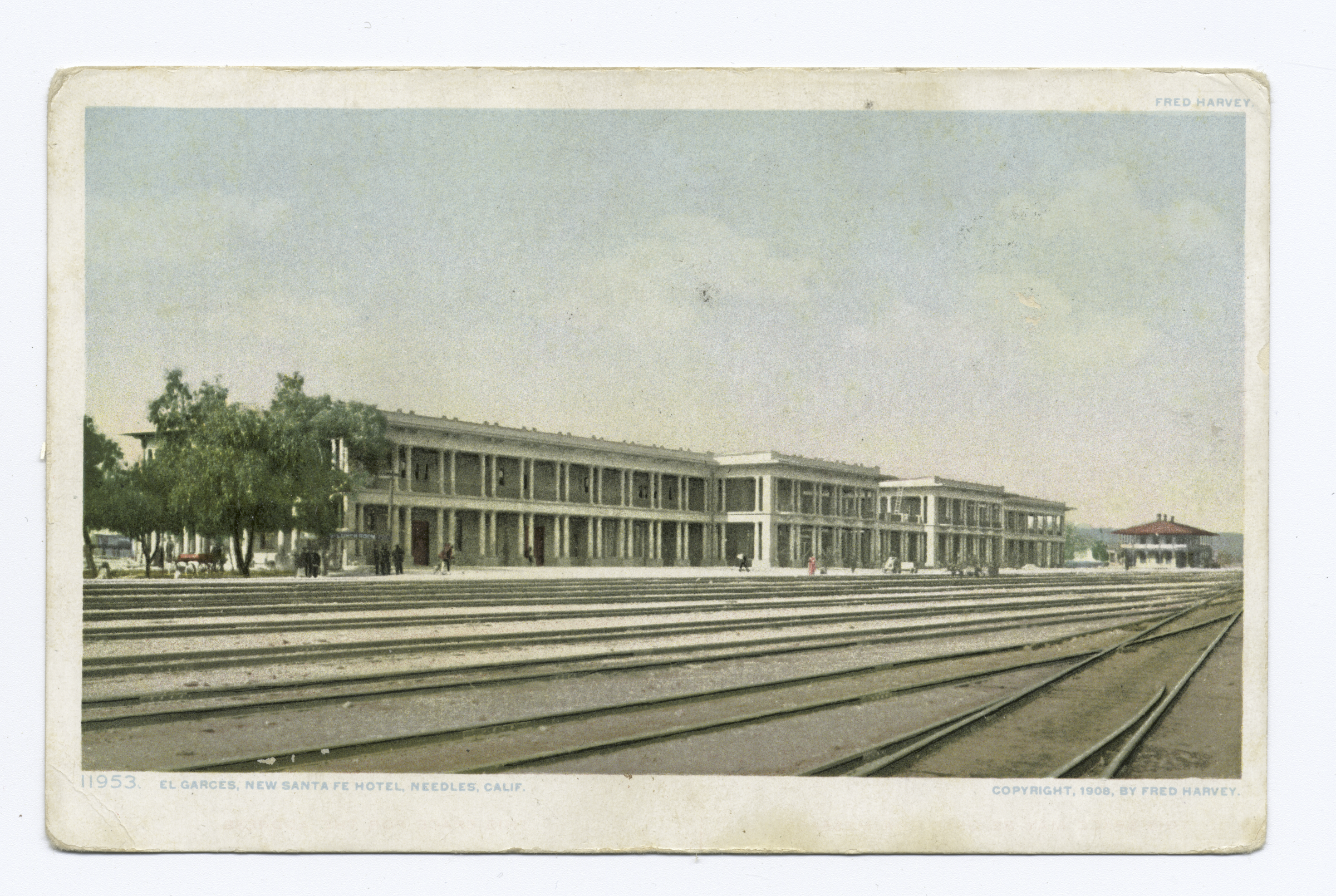
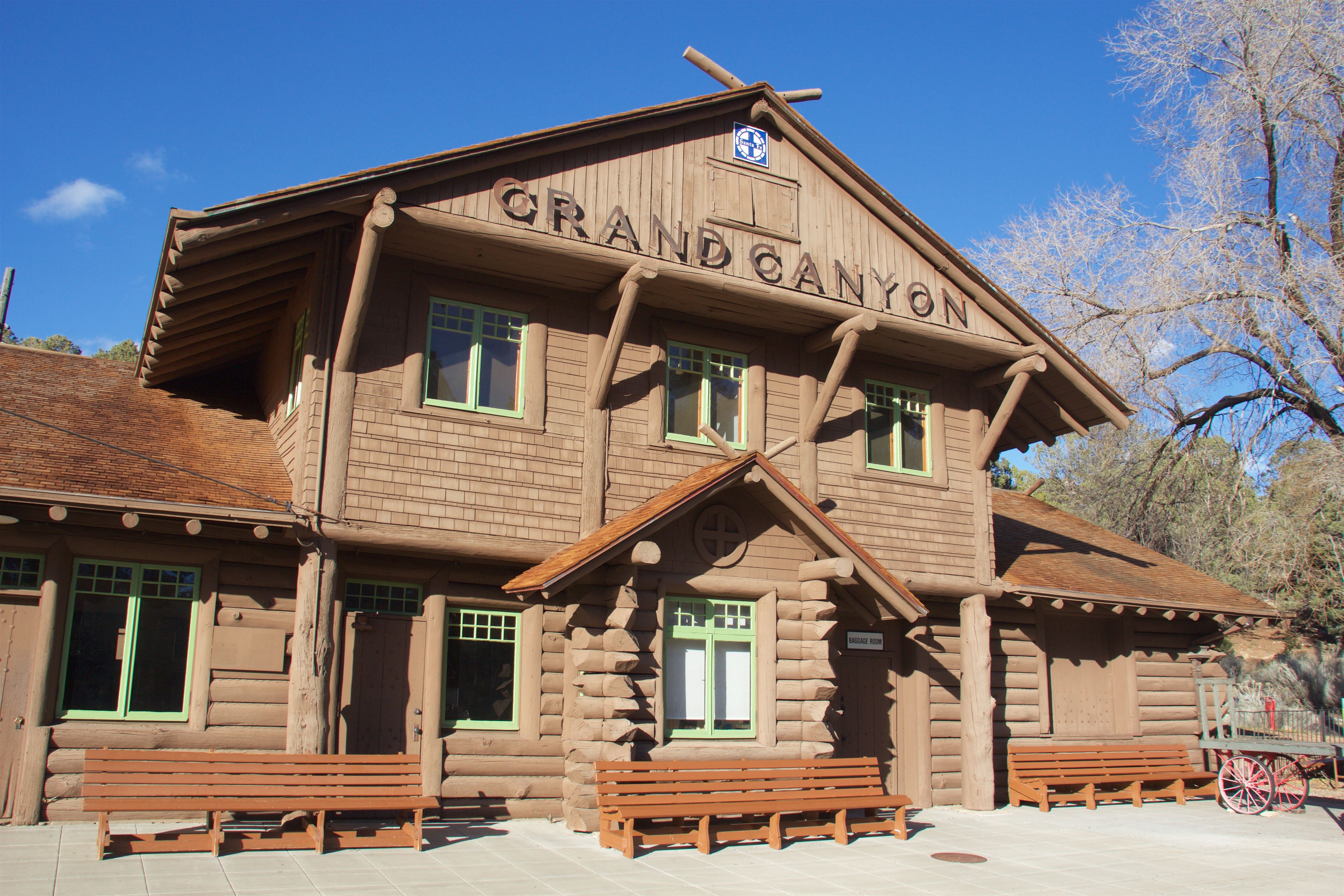
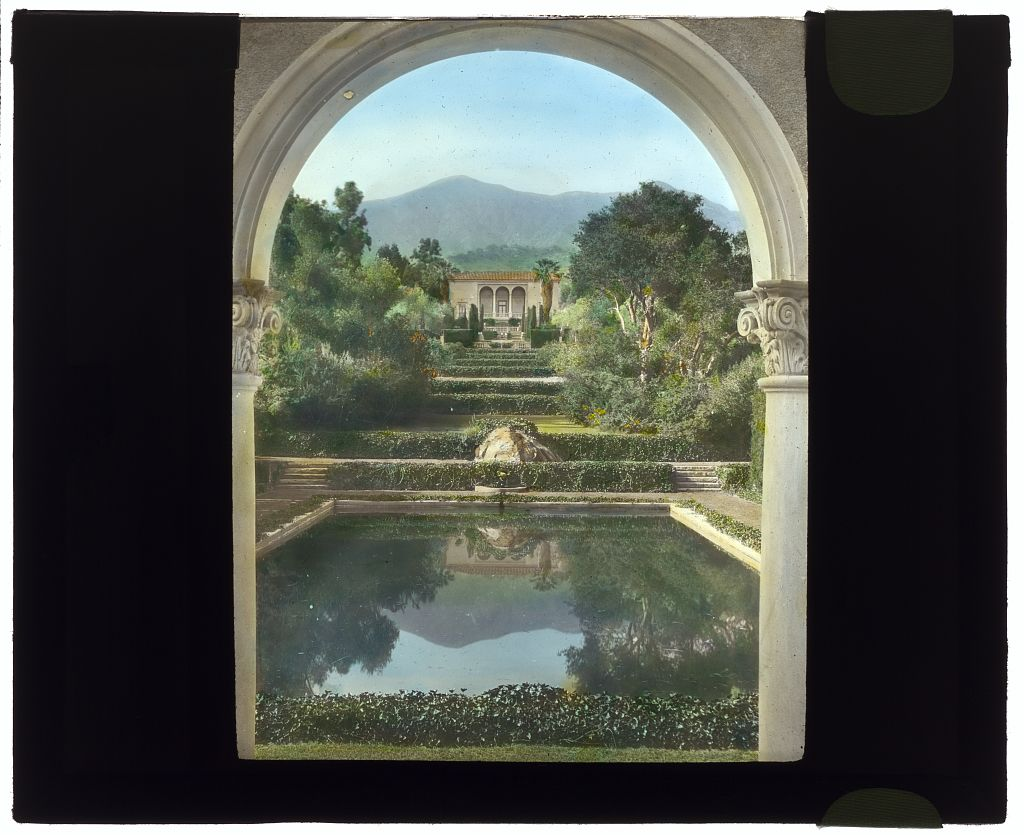